# Agrostis hygrometrica
Agrostis hygrometrica é uma espécie de gramínea do gênero Agrostis, pertencente à família Poaceae.